# بخش بوجپور (هند)
بخش بوجپور (به انگلیسی: Bhojpur district) یک منطقهٔ مسکونی در هند است که در Patna division واقع شده‌است. بخش بوجپور ۲٬۳۹۵ کیلومتر مربع مساحت و ۲٬۷۲۸٬۴۰۷ نفر جمعیت دارد.